# Штеффельн
Штеффельн (нем. Steffeln) — община в Германии, в земле Рейнланд-Пфальц. 
Входит в состав района Вульканайфель. Подчиняется управлению Обере Килль.  Население составляет 650 человек (на 31 декабря 2010 года). Занимает площадь 20,92 км².